# Alberto Bertolini
Alberto Antonio Luigi Bertolini (Padova, 3 marzo 1901 – Venezia, 1963) è stato un commediografo, giornalista e scrittore italiano.

## Biografia
Alberto Bertolini nacque in via Padovanino n.22, a Padova nel 1901 figlio di Achille e di Erminia Gazzoni .
Da giovane si avvicinò al giornalismo, collaborando con incarichi direttivi, per un paio di mesi nel 1920, con il periodico repubblicano La Riscossa, dopo di che lavorò alla cronaca della Gazzetta di Venezia e infine a Il Gazzettino come critico teatrale, cinematografico e musicale. Con il giornale veneziano collaborò anche come inviato, diventando una delle firme più autorevoli e popolari.
La critica degli anni tra le due guerre che effettuò Bertolini, si ispirò al modello di Renato Simoni, importante critico del Corriere della Sera. All'esposizione della narrazione con sviluppi e chiarimenti Bertolini dedicò gran parte dell'intervento, per passare poi ad una breve descrizione della serata, dagli interpreti alla reazioni del pubblico. L'assenza in palcoscenico, in quegli anni, del regista, assegnò quasi al critico tale carica, dato che riscrisse la trama e delineò le figure dei personaggi.
Per quanto riguarda la drammaturgia, Bertolini esordì con l'atto unico Atanasia (Teatro stabile del Veneto Carlo Goldoni di Venezia, 1945, con Memo Benassi).
Il suo principale successo risultò Borinage (Teatro Olimpia di Milano, 1950, con Benassi), un intenso dramma incentrato sulla vita dei minatori, ispiratogli da un articolo giornalistico svolto in Belgio.
Tra le altre commedie si ricordano: Notturni (rappresentata a Milano nel 1959), melodramma crepuscolare tratto dagli avvenimenti del dopoguerra, caratterizzato dalla disperazione e dal dolore provocato dal conflitto, ispirato da un clima alla Rosso di San Secondo e a Dino Buzzati, ricco di pathos e di critiche alla guerra; I fuorilegge; inoltre scrisse in lingua veneta, Paese; Avanti adagio, quasi indietro; Amabile, vedova consolabile; Bissaboa.
Inoltre ridusse in veneziano, assieme a Carlo Micheluzzi, L'avare fasteux di Carlo Goldoni, rappresentato ad Asolo il 27 giugno del 1954 in occasione del trentennale della morte di Eleonora Duse.
Alberto Bertolini morì a Venezia in un incidente stradale, mentre era inviato per un servizio nel 1963.

## Opere
- Atanasia (1945);
- Borinage (1950);
- I fuorilegge;
- Paese;
- Avanti adagio, quasi indietro;
- Amabile, vedova consolabile;
- Bissaboa;
- Notturni (1959).